# Portugals MotoGP 2007
Portugals MotoGP 2007 var ett race som kördes den 16 september på Estoril.

## MotoGP
Racet var ett av säsongens mer spännande, där Nicky Hayden tog sin första pole för säsongen. Casey Stoner tog dock starten och tillsammans med Dani Pedrosa drog han ifrån i början. Efterhand började han få däcksproblem och kunde inte hålla samma kurvfart som Pedrosa. Stoner bromsade på sig några gånger och halkade även efter Valentino Rossi, men bet sig sedan kvar och tog 16 värdefulla VM-poäng. Efter det hade Rossi och Pedrosa en hård duell och på det näst sista varvet tog sig Rossi förbi och höll sedan undan. Hayden blev fyra bakom topptrion. Ett tag såg det ut som han skulle kunna slåss om segern, men han körde slut på sina däck i jakten.

### Resultat
| Plats | Förare           | Märke    | Grid | Kvaltid  |
| ----- | ---------------- | -------- | ---- | -------- |
| 1     | Valentino Rossi  | Yamaha   | 3    | 1.36,576 |
| 2     | Dani Pedrosa     | Honda    | 5    | 1.36,829 |
| 3     | Casey Stoner     | Ducati   | 2    | 1.36,341 |
| 4     | Nicky Hayden     | Honda    | 1    | 1.36,301 |
| 5     | Marco Melandri   | Honda    | 7    | 1.37,157 |
| 6     | John Hopkins     | Suzuki   | 10   | 1.37,280 |
| 7     | Carlos Checa     | Honda    | 11   | 1.37,296 |
| 8     | Toni Elías       | Honda    | 9    | 1.37,246 |
| 9     | Loris Capirossi  | Ducati   | 15   | 1.37,733 |
| 10    | Colin Edwards    | Yamaha   | 6    | 1.36,904 |
| 11    | Shinya Nakano    | Honda    | 13   | 1.37,530 |
| 12    | Anthony West     | Kawasaki | 16   | 1.37,885 |
| 13    | Chris Vermeulen  | Suzuki   | 12   | 1.37,365 |
| 14    | Sylvain Guintoli | Yamaha   | 9    | 1.37,246 |
| 15    | Makoto Tamada    | Yamaha   | 4    | 1.36,736 |
| 16    | Alex Barros      | Ducati   | 14   | 1.37,550 |
| 17    | Randy de Puniet  | Kawasaki | 18   | 1.38,271 |
| 18    | Alex Hofmann     | Ducati   | 17   | 1.37,959 |
| 19    | Kurtis Roberts   | KR-Honda | 19   | 1.39,017 |

Makoto Tamada var femtonde förare, men nådde inte målet och fick därför inga poäng.